# Milan Zyka
Milan Zyka (* 30. August 1947 in Brno) ist ein ehemaliger tschechoslowakischer Radrennfahrer und nationaler Meister im Radsport.

## Sportliche Laufbahn
Zyka war Bahnradfahrer. Er war Teilnehmer der Olympischen Sommerspiele 1972 in München und bestritt die Mannschaftsverfolgung. Das Team mit Zdeněk Dohnal, Jiří Mikšík, Anton Tkáč und Milan Zyka schied in der Qualifikation aus.
1968, 1969 und 1970 wurde er nationaler Meister in der Mannschaftsverfolgung. Zweimal wurde er Vize-Meister in dieser Disziplin. Er startete für den Verein Favorit Brno.